# Dracocephalum multicolor
Dracocephalum multicolor là một loài thực vật có hoa trong họ Hoa môi. Loài này được Kom. mô tả khoa học đầu tiên năm 1916.